# Hemigraphis
Hemigraphis är ett släkte av akantusväxter. Hemigraphis ingår i familjen akantusväxter.

## Bildgalleri

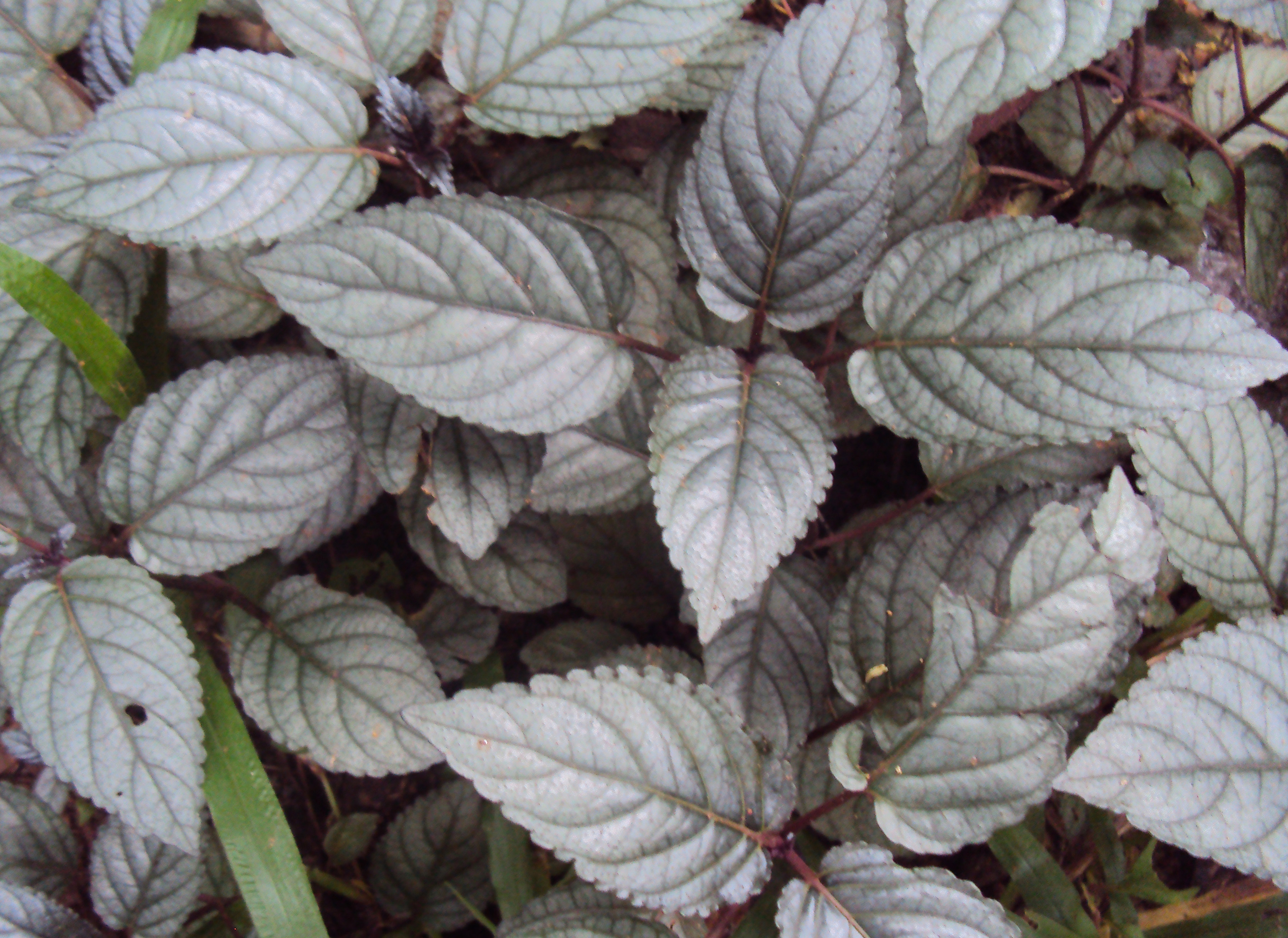
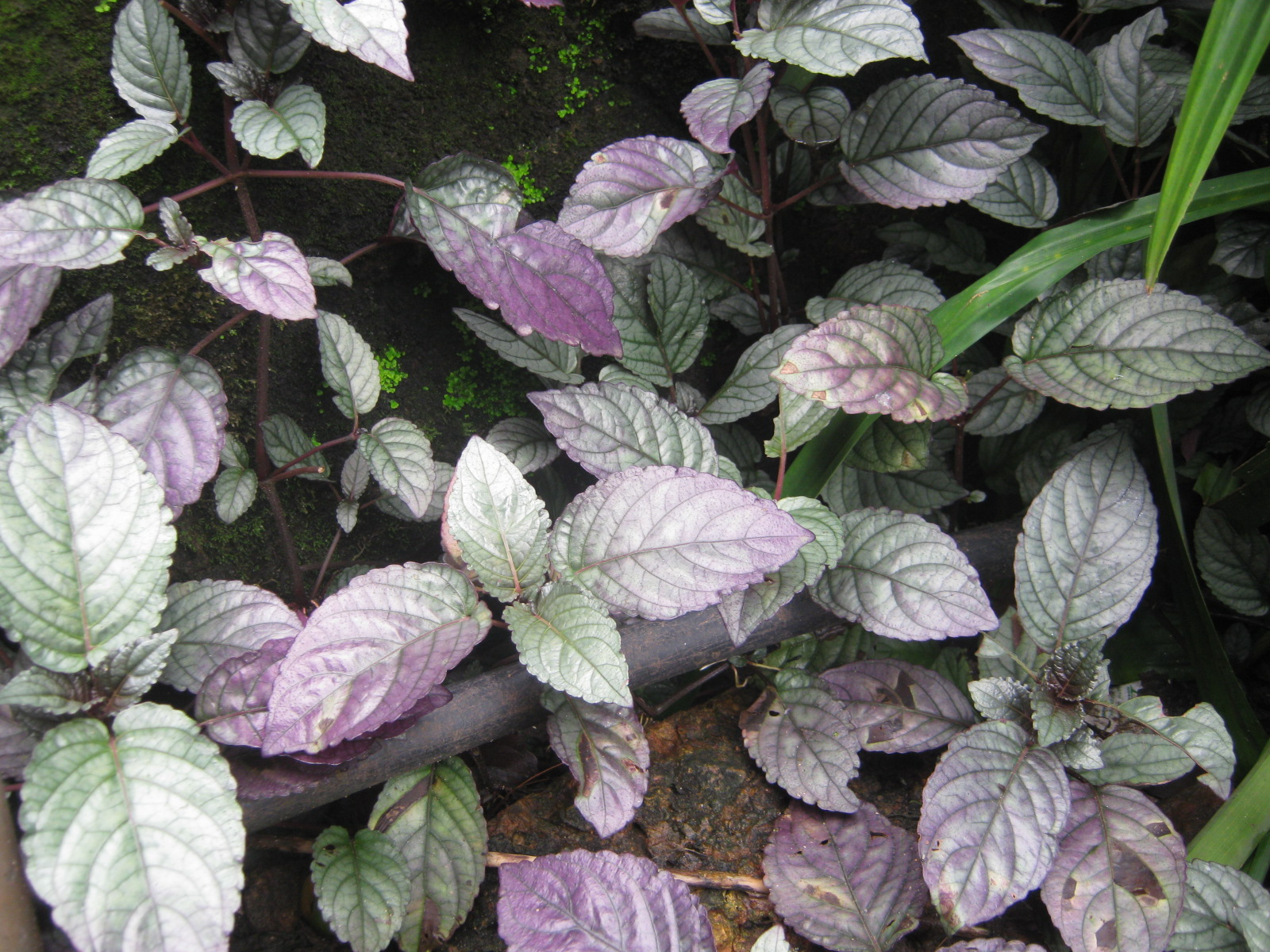
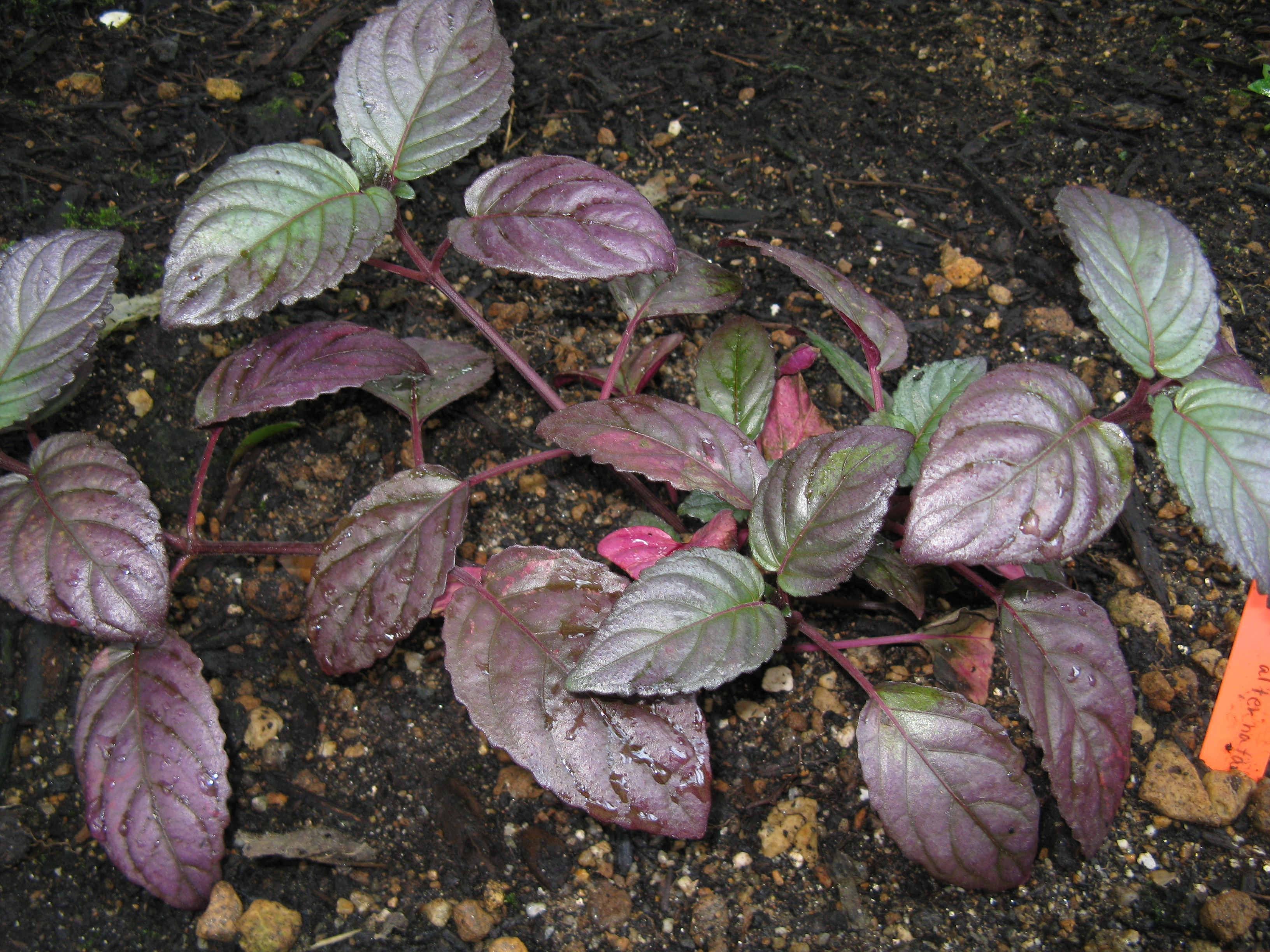
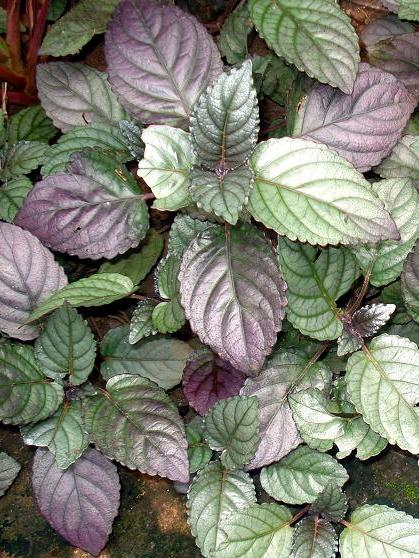
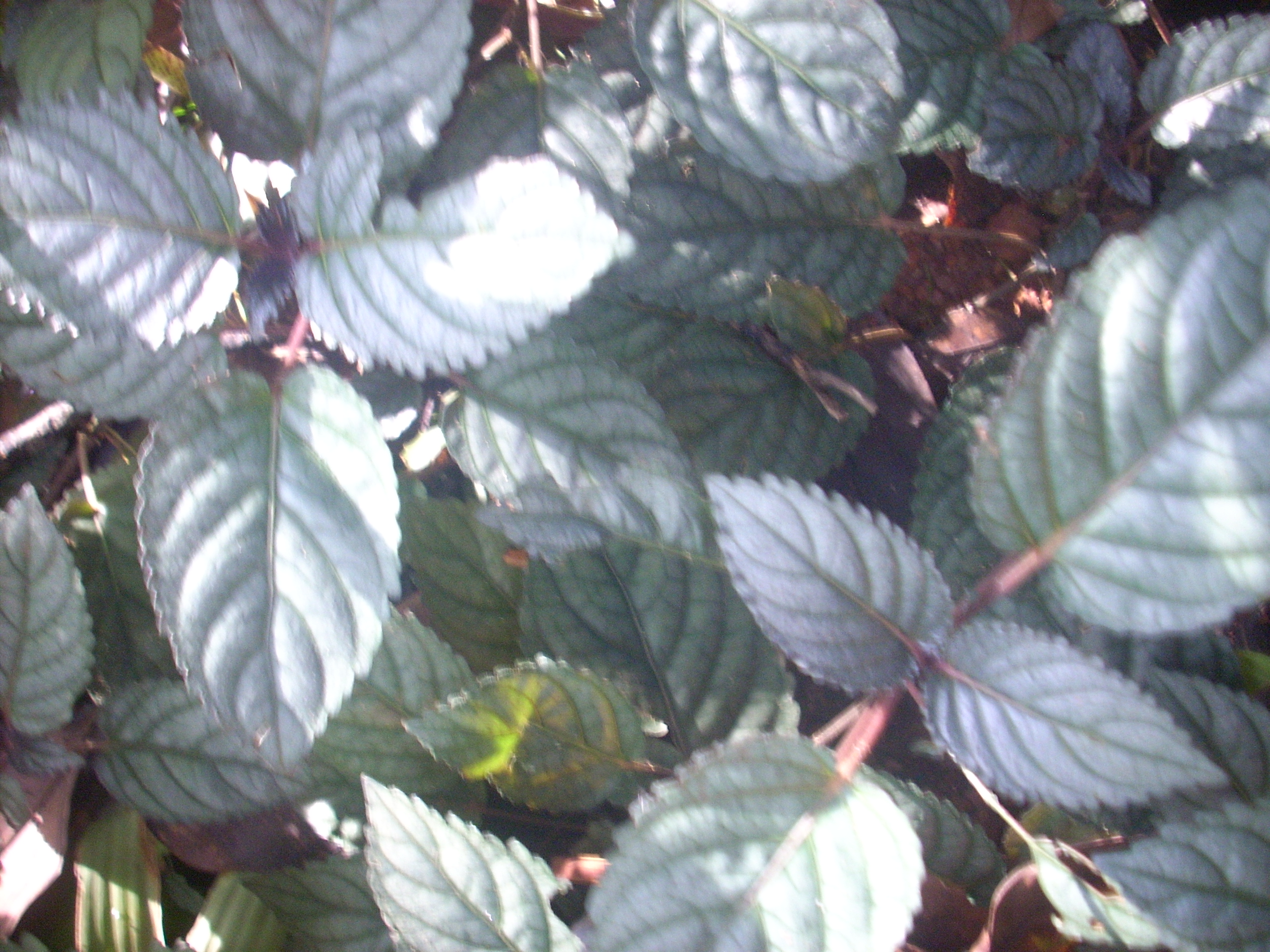
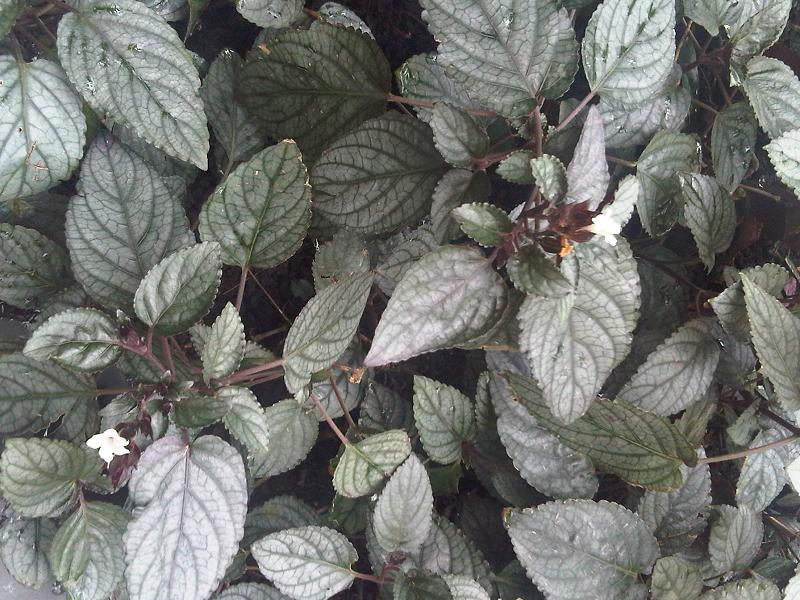

## Dottertaxa tillHemigraphis, i alfabetisk ordning[1]
- Hemigraphis alternata
- Hemigraphis angustifolia
- Hemigraphis apayaensis
- Hemigraphis bakeri
- Hemigraphis banggaiensis
- Hemigraphis baracatanense
- Hemigraphis betonicifolia
- Hemigraphis bicolor
- Hemigraphis blumeana
- Hemigraphis borneensis
- Hemigraphis brunelloides
- Hemigraphis buruensis
- Hemigraphis caudigera
- Hemigraphis ciliata
- Hemigraphis confinis
- Hemigraphis decaisneana
- Hemigraphis decipiens
- Hemigraphis diversifolia
- Hemigraphis dorensis
- Hemigraphis ebracteolata
- Hemigraphis elegans
- Hemigraphis flaccida
- Hemigraphis flava
- Hemigraphis fruticulosa
- Hemigraphis glaucescens
- Hemigraphis griffithiana
- Hemigraphis hirsuta
- Hemigraphis hirsutissima
- Hemigraphis hirta
- Hemigraphis humilis
- Hemigraphis javanica
- Hemigraphis kjellbergii
- Hemigraphis klossii
- Hemigraphis lasiophylla
- Hemigraphis latebrosa
- Hemigraphis ledermannii
- Hemigraphis lithophila
- Hemigraphis longipetiolata
- Hemigraphis luzona
- Hemigraphis mediocris
- Hemigraphis modesta
- Hemigraphis moluccana
- Hemigraphis naumannii
- Hemigraphis nemorosa
- Hemigraphis novomegapolitana
- Hemigraphis okamotoi
- Hemigraphis pachyphylla
- Hemigraphis palopensis
- Hemigraphis parva
- Hemigraphis platycarpos
- Hemigraphis prostrata
- Hemigraphis ravaccensis
- Hemigraphis repanda
- Hemigraphis rhytiphylla
- Hemigraphis ridleyi
- Hemigraphis rumphii
- Hemigraphis serpens
- Hemigraphis setosa
- Hemigraphis sordida
- Hemigraphis sublobata
- Hemigraphis sumatrensis
- Hemigraphis turnerifolia
- Hemigraphis urens
- Hemigraphis weinlandii
- Hemigraphis venosa
- Hemigraphis wetarensis
- Hemigraphis whitei
- Hemigraphis viridis
- Hemigraphis zwickeyae